# Eucosmocydia
Eucosmocydia is een geslacht van vlinders van de familie bladrollers (Tortricidae).

## Soorten
- E. antidora (Meyrick, 1921)
- E. mixographa (Meyrick, 1939)
- E. monitrix (Meyrick, 1909)
- E. oedipus Diakonoff, 1988